# 巴勒斯多夫
巴勒斯多夫（法語：Ballersdorf，发音：[baləʁsdɔʁf]）是法国上莱茵省的一个市镇，属于阿尔特基什区（Altkirch）和马斯沃县（Masevaux）。该市镇总面积10.72平方公里，2009年时的人口为824人。

## 人口
巴勒斯多夫人口变化图示